# Jan Henryk Lubieniecki
Jan Henryk Lubieniecki (ur. 24 lutego?/8 marca 1877 w Czernihowie, zm. 29 czerwca 1947 w Lublinie) – polski profesor nauk medycznych, wykładowca akademicki, pułkownik Wojska Polskiego, esperantysta.

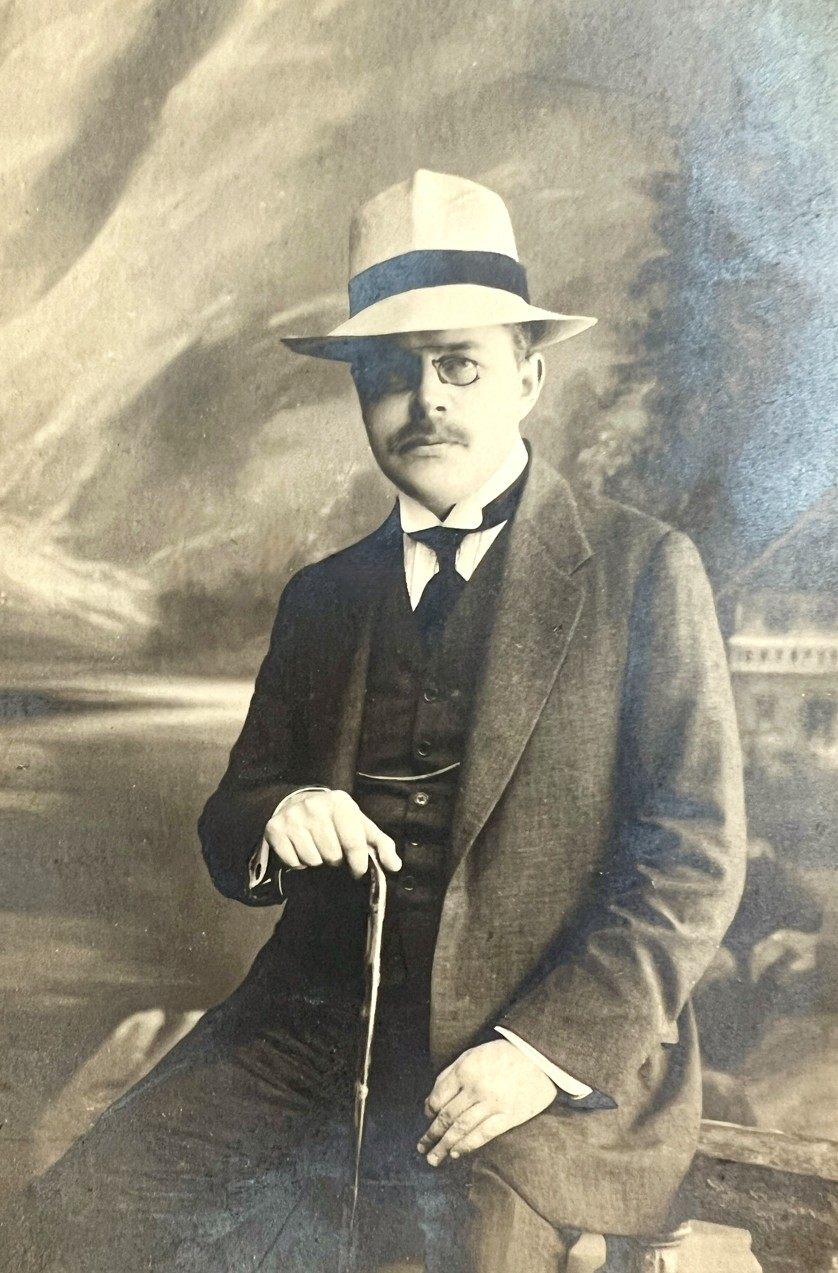
prof. Jan Henryk Lubieniecki - ok. 1920.

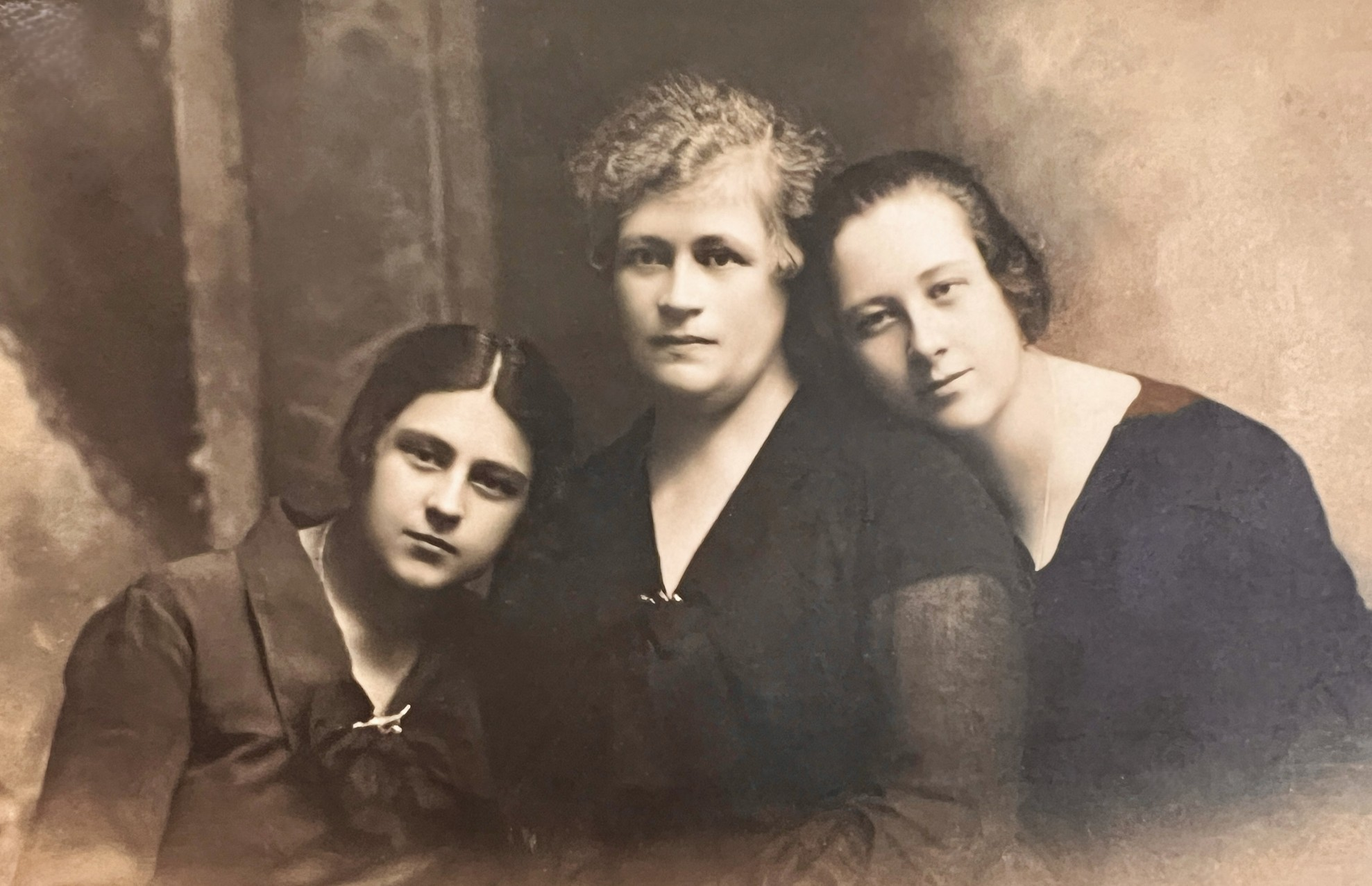
Siostra Teodora Janczewska z Lubienieckich (w środku) z córkami, po lewej Janina Janczewska, po prawej Helena Janczewska, ok. 1920.

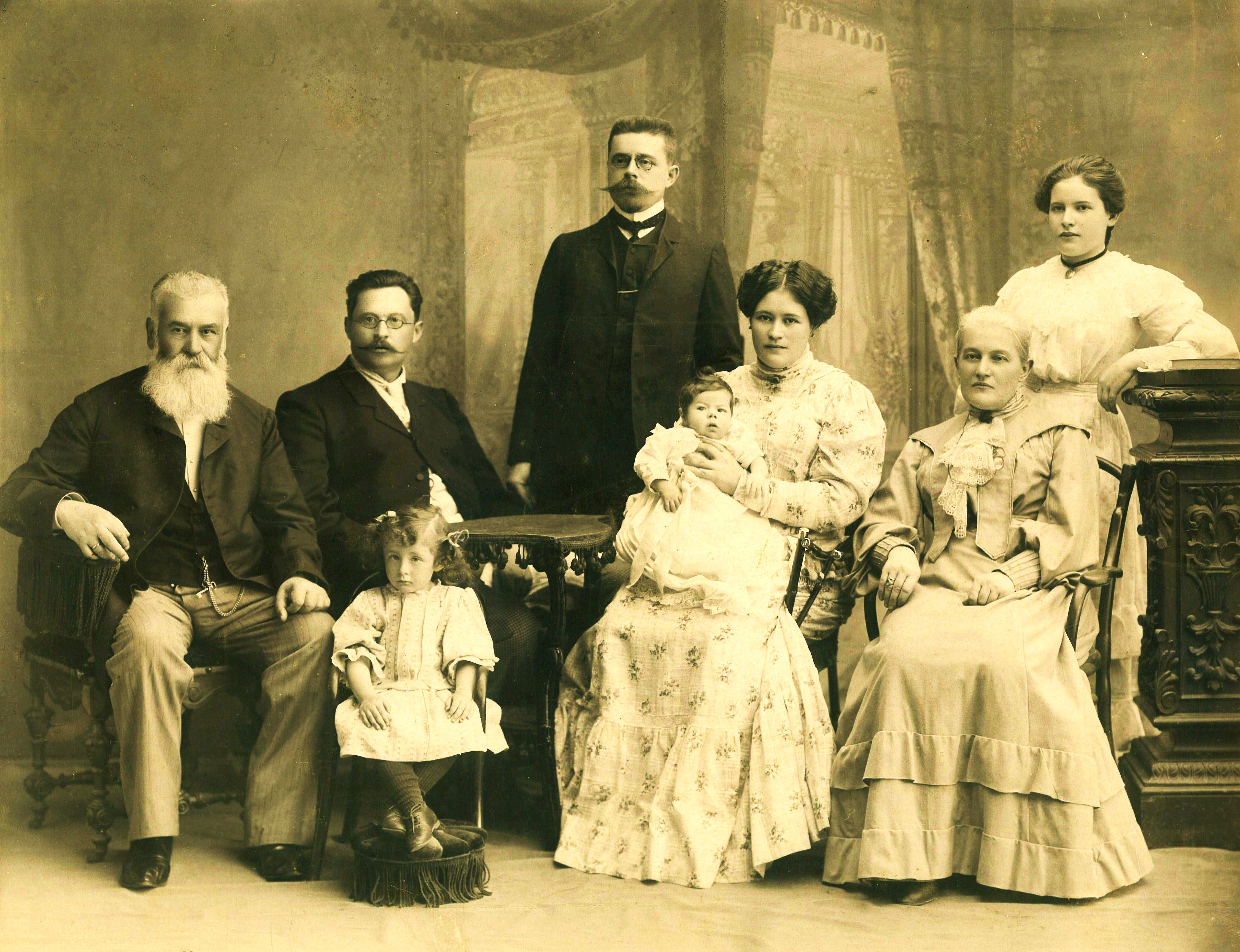
prof. Jan Henryk Lubieniecki (stoi) z rodzicami: Kajetanem Lubienieckim i Zofią Lubieniecką z domu Grothus, szwagrem Stanisławem Janczewskim oraz siostrami – Teodorą Janczewską z domu Lubieniecką i Martą Lubienicką, siostrzenicą Heleną i siostrzeńcem Władysławem, Lipno ok. 1906.

## Biografia
Urodził się 8 marca 1877 w Czernihowie jako syn Kajetana Aleksandra, sędziego pokoju, i Zofii z domu Grothus. W 1896 ukończył ze złotym medalem gimnazjum klasyczne w Orenburgu. Następnie w 1903 ukończył studia lekarskie z odznaczeniem (cum exima laude) w Kazańskim Uniwersytecie Państwowym. Na jesieni 1903 rozpoczął tam pracę w charakterze asystenta – równocześnie – w zakładach Farmakologii u prof. L. Misławskiego oraz Fizjologii u prof. Iwana Dogiela, a także ordynatora w Klinice Terapeutycznej Uniwersytetu Kazańskiego. Ponadto w tym okresie prowadził też wykłady w szkołach felczerskich i kierował oddziałem wewnętrznym szpitala kazańskiego gubernialnego ziemstwa. Od grudnia 1907 do czerwca 1908 nie miał etatowego zatrudnienia, ponieważ zajmował się przygotowaniem rozprawy doktorskiej („O połączeniu między przedsionkami a komorami serca ssaków”), którą obronił w 1909 na uniwersytecie w Kazaniu, uzyskując stopień doktora medycyny. Wielokrotnie przebywał w zakładach naukowych w Niemczech, Szwajcarii i Austrii, podczas których kontynuował studia. W 1912 został docentem terapii chorób wewnętrznych. Następnie otrzymał etat asystenta, a później ordynatora. W tym samym roku habilitował się na Uniwersytecie Kazańskim i uzyskał venia legendi w zakresie chorób wewnętrznych. W 1917 został powołany – w drodze konkursu – na prof. nadzwyczajnego chorób wewnętrznych i dyr. Kliniki Terapeutycznej Uniwersytetu w Saratowie. W latach 1917–1918 wykładał tam zastępczo farmakologię. W 1921 przyjechał do odrodzonej Polski i zamieszkał w Poznaniu. Zatrudnienie otrzymał w miejscowym Uniwersytecie Poznańskim, gdzie po nominacji na profesora nadzwyczajnego objął stanowisko kierownika Katedry Farmakologii oraz rozpoczął prowadzenie wykładów z diagnostyki lekarskiej. W 1923 uzyskał tytuł profesora zwyczajnego i został kierownikiem Katedry Diagnostyki i Terapii, przekształconej potem w Katedrę i I Klinikę Chorób Wewnętrznych. Ponadto w 1930 został członkiem korespondentem krajowym Polskiej Akademii Umiejętności - najwyższej instytucji naukowej w Polsce.
Na samym początku II wojny światowej został przez Niemców wysiedlony z Poznania i zamieszkał w Puławach, gdzie prowadził wolną praktyką lekarską. W tym czasie udzielał pomocy medycznej m.in. partyzantom. We wrześniu 1944, po wyzwoleniu Lubelszczyzny, w wieku 67 lat, zgłosił się na ochotnika do służby w Wojsku Polskim, gdzie otrzymał stopień pułkownika. W tym też czasie zaczął pełnić funkcję naczelnego internisty WP. W listopadzie tego roku został mianowany profesorem zwyczajnym Uniwersytetu Marii Curie-Skłodowskiej, którego był współorganizatorem, a także dyrektorem I Kliniki Chorób Wewnętrznych tegoż uniwersytetu. W roku akademickim 1944/1945 pełnił w nim funkcję dziekana Wydziału Lekarskiego (późniejszy Uniwersytet Medyczny w Lublinie). Z powodu postępującej choroby (angina pectoris), jak we wspomnieniach pisał jego bliski współpracownik prof. Tadeusz Kielanowski „Profesora Lubienieckiego trzeba było często kłaść na całe tygodnie”. Jako że nie był w stanie poruszać się samodzielnie, do Kliniki przywożony był przez studentów dorożką, którzy opłacali te przejazdy z własnej inicjatywy. Zły stan zdrowia powodował, że nie mógł pełnić funkcji dziekana w ostatnim okresie, przedłużonej do końca lipca 1945 kadencji, a od kwietnia zastępował go na tym stanowisku prof. Tadeusz Kielanowski.
Jego dorobek naukowy składa się 47 prac, a w tym z jednej publikacji książkowej, pt. Ogólna niedostateczność krążenia. Cz. I. Niewydolność serca. (L. 1947), która jest syntezą jego wieloletniej pracy nad układem krążenia. W swoje pracy interesował się głównie fizjologią, patologią i farmakologią układu krążenia, zagadnieniami owsicy oraz chorobami narządu trawiennego. Publikował w kilku językach w czasopismach polskich, rosyjskich i niemieckich oraz w esperanto („Interlanguages”, maj 1943). Ponadto zajmował się problemami związanymi z reformowaniem studiów medycznych i jako esperantysta, stworzeniem jednego języka lekarskiego. Zmarł nagle w Lublinie w 1947, a pochowany został na  cmentarzu przy ul. Lipowej.

## Życie prywatne
Jan Henryk Lubieniecki 11 czerwca 1913 poślubił Eleonorę Izabelę z domu Rugielewicz, a w 1923 urodził im się syn Stanisław Marian, który również został lekarzem. Miał dwie młodsze siostry: Teodorę Aleksandrę Janczewską z domu Lubieniecką, która wyszła za mąż za Stanisława Antoniego Janczewskiego oraz Martę Lubieniecką. Ponadto miał siostrzeńca Władysława Janczewskiego i dwie siostrzenice – Helenę Teodozję, późniejszą żonę Zygmunta Martyniaka oraz Janinę, późniejszą żonę Mariana Czumy, które były prawnukami Karoliny Głuchowskiej h. Radwan i posiadały koligację m.in. z królem Polski Janem III Sobieskim, Henrykiem Sienkiewiczem h. Oszyk – laureatem Nagrody Nobla w dziedzinie literatury czy Cyprianem Michałem Janczewskim h. Dołęga – jednym z bohaterów III części mickiewiczowskich „Dziadów”.

## Odznaczenia i ordery
- Krzyż Oficerski Orderu Odrodzenia Polski IV Klasy (1946)[16]
- Złoty Krzyż Zasługi – pośmiertnie[3]

## Upamiętnienie
Uchwała Senatu Uniwersytetu Marii Curie-Skłodowskiej w Lublinie, o nadaniu jego imienia jednej z sal wykładowych.